# Baldwinowice (województwo opolskie)
Baldwinowice (niem. Belmsdorf) – wieś w Polsce, położona w województwie opolskim, w powiecie namysłowskim, w gminie Namysłów.
W latach 1975–1998 miejscowość administracyjnie należała do ówczesnego województwa opolskiego.

## Nazwa
Nazwa miejscowości jest patronimem wywodzącym się od germańskiego imienia Baldwin.
W księdze łacińskiej Liber fundationis episcopatus Vratislaviensis (pol. Księga uposażeń biskupstwa wrocławskiego) spisanej za czasów biskupa Henryka z Wierzbna w latach 1295–1305 miejscowość wymieniona jest w zlatynizownej formie Baldwinowitz.
W alfabetycznym spisie miejscowości na terenie Śląska wydanym w 1830 roku we Wrocławiu przez Johanna Knie miejscowość występuje pod nazwą niemiecką Belmsdorf oraz polską Balnowice. Do 1945 r. nazwa miejscowości brzmiała Belmsdorf. Po włączeniu w granice Polski w 1945 roku została nazwana Balnowice, a trzy lata później otrzymała nazwę obecną, czyli Baldwinowice.
| SIMC    | Nazwa   | Rodzaj     |
| ------- | ------- | ---------- |
| 0499420 | Marysin | przysiółek |

## Zabytki
Do wojewódzkiego rejestru zabytków wpisane są:
- kościół fil. pw. Trójcy Świętej, z 1414 r., nawa i wieża drewniana 1582 r., XVII w., wypisany z księgi rejestru
- spichrz dworski, z pocz. XIX w.
- park dworski, z XIX w.